# Équipe du Royaume-Uni de baseball
Uniformes
L'équipe du Royaume-Uni de baseball représente la Fédération du Royaume-Uni de baseball lors des compétitions internationales, comme le Championnat d'Europe de baseball ou la Coupe du monde de baseball notamment.
Le titre majeur de cette formation est le titre mondial décroché en 1938. Cette première édition du mondial ne concernait que deux équipes : Britanniques et Américains amateurs.
Le prochain grand rendez-vous international de la sélection britannique est la phase finale du Championnat d'Europe de baseball 2007 qui se tient du 7 au 16 septembre 2007 en Espagne.

## Palmarès
Coupe du monde de baseball
- 1938 :  1er
- 2009 : 15e

Classique mondiale de baseball
- 2006 : non qualifiée
- 2009 : non qualifiée
- 2013 : non qualifiée
- 2017 : non qualifiée
- 2023 : Phase de groupes

Championnat d'Europe de baseball
| - 1967 : 2e - 1969 : non qualifiée - 1971 : 7e - 1973 : non qualifiée - 1975 : non qualifiée - 1977 : non qualifiée - 1979 : non qualifiée - 1981 : non qualifiée - 1983 : non qualifiée - 1985 : non qualifiée - 1987 : non qualifiée |  | - 1989 : 7e - 1991 : 8e - 1993 : non qualifiée - 1995 : non qualifiée - 1997 : 9e - 1999 : 9e - 2001 : 10e - 2003 : 9e - 2005 : 7e - 2007 : 2e - 2010 : 8e |